# Arago de Sète Volley-Ball 2014-2015
Questa voce raccoglie le informazioni riguardanti l'Arago de Sète Volley-Ball nelle competizioni ufficiali della stagione 2014-2015.

## Organigramma societario
Area direttiva
- Presidente: René Game
- Supervisore generale: Michel Thibout
- Segreteria generale: René Porteil, Henri Contini
- Amministrazione: Charlotte Sanitas, Pascal Miralles

Area organizzativa
- Team manager:
- Tesoriere: Pierre De Crescenzo

Area tecnica
- Allenatore: Patrick Duflos
- Allenatore in seconda: Fabien Dugrip

Area comunicazione
- Responsabile comunicazione: Pascal Miralles, Sabrina Boumahdi

Area marketing
- Responsabile marketing: Pascal Miralles

## Rosa
| N° | Nome              | Ruolo | Data di nascita  | Nazionalità sportiva |
| -- | ----------------- | ----- | ---------------- | -------------------- |
| 1  | Ivan Raič         | S/O   | 3 giugno 1989    | Croazia              |
| 2  | Toafa Takaniko    | P     | 29 maggio 1985   | Francia              |
| 3  | Quincy Ayé        | S/O   | 27 giugno 1995   | Francia              |
| 4  | Taylor Crabb      | S     | 26 gennaio 1992  | Stati Uniti          |
| 5  | Axel Lowinski     | C     | 13 maggio 1995   | Francia              |
| 6  | Keith Pupart      | S     | 19 marzo 1985    | Estonia              |
| 7  | Thomas Lamoise    | S     | 13 febbraio 1982 | Francia              |
| 8  | Alexandre Le Gars | L     | 24 maggio 1995   | Francia              |
| 9  | Gauthier Bonnefoy | S     | 11 giugno 1995   | Francia              |
| 10 | Tommy Senger      | C     | 1º agosto 1982   | Francia              |
| 11 | Julien Prigent    | P     | 6 luglio 1995    | Francia              |
| 12 | Maxime Hervoir    | S     | 24 febbraio 1995 | Francia              |
| 13 | Daniel Petrov     | P     | 7 luglio 1991    | Francia              |
| 14 | Médéric Henry     | C     | 20 giugno 1995   | Francia              |
| 15 | Thomas Koelewijn  | C     | 18 dicembre 1988 | Paesi Bassi          |
| 16 | Nicolas Rossard   | L     | 23 maggio 1990   | Francia              |
| 17 | Nicolás Méndez    | S     | 2 novembre 1992  | Argentina            |
| 18 | Vianney Vandooren | C     | 14 febbraio 1995 | Francia              |
| 19 | Eliott Treilles   | L     | 18 gennaio 1994  | Francia              |